# 202. п. н. е.

## Догађаји
- 19. октобар — Битка код Заме у којој римски војсковођа Сципион уз помоћ нумидијског краља Масинисе наноси одлучујући пораз картагинској војсци под Ханибалом, чиме је практички окончан Други пунски рат. Ханибал успева да побегне.